# ハイトピア伊賀
ハイトピア伊賀（ハイトピアいが）は、三重県伊賀市上野丸之内にある複合施設。上野市駅前地区第一種市街地再開発事業として、上野産業会館跡地に建設された。伊賀市役所上野支所、上野商工会議所、ハイトピアモールなどを有する。

## 歴史
- 2005年（平成17年）8月 - 都市計画実施
- 2010年（平成22年）10月 - 着工
- 2011年（平成23年）7月 - 施設建築物名称がハイトピア伊賀に決定
- 2011年（平成23年）8月 - 竣工
- 2018年（平成30年）1月 - 2階に伊賀市役所上野支所が入居

## 施設
| フロア | 入居施設                           | 入居施設                           |
| ------ | ---------------------------------- | ---------------------------------- |
| 5F     | 大研修室、生涯学習センター         | 大研修室、生涯学習センター         |
| 4F     | 公益施設                           | 公益施設                           |
| 3F     | 上野商工会議所、まちづくり伊賀上野 | 上野商工会議所、まちづくり伊賀上野 |
| 2F     | 伊賀市役所上野支所、飲食店         | ハイトピアモール                   |
| 1F     | 観光案内所、旅行代理店、売店       | ハイトピアモール                   |
| B1     | 駐車場                             | 駐車場                             |

※上表はフロア案内図と施設案内を引用し、それをもとに再編集したもの。

## 交通アクセス
公共交通機関
- 伊賀鉄道伊賀線 上野市駅
- 三重交通・上野コミュニティバス 上野市駅停留所

自動車
- 名古屋方面から：名阪国道中瀬ICから西へ約5分
- 大阪方面から：名阪国道上野東ICから北へ約10分